# Station Loulay
Station is een spoorweghalte in de gemeente Loulay in het Franse departement Charente-Maritime, op de lijn Chartres - Bordeaux-Saint-Jean.
Het wordt bediend door treinen van de TER Nouvelle-Aquitaine met bestemmingen Niort, Royan en Saintes. Het stationsgebouw werd verkocht.